# Odznaka tytułu honorowego „Lotnik Kosmonauta Polskiej Rzeczypospolitej Ludowej”
Odznaka tytułu honorowego „Lotnik Kosmonauta Polskiej Rzeczypospolitej Ludowej” – jedna z piętnastu odznak tytułów honorowych przyznawanych w PRL.
Została ustanowiona 20 lipca 1978 jako wyróżnienie dla biorących udział w lotach kosmicznych oraz realizatorów zadań podczas tych lotów. Jedynym odznaczonym był Mirosław Hermaszewski, który otrzymał ją 21 lipca 1978. Wszystkie tytuły honorowe w Polsce zostały zniesione 23 grudnia 1992.
Na awersie odznaki znajdował się profil twarzy mężczyzny w stylizowanym hełmofonie z białej emalii, z pasem z białej i czerwonej emalii na przedniej części hełmofonu (kolory Flagi Polski). Hełmofon umieszczono na tle koła z jasnoniebieskiej emalii znajdującego się w srebrzonym obramowaniu. Hełmofon opasano orbitą w kształcie elipsy zakończonej rakietą, po prawej stronie od osi koła umieszczono w trzech wierszach napis „LOTNIK / KOSMONAUTA / PRL”, a w części dolnej koła, na jego obwodzie znajdowały się liście laurowe z trzema diamentami. Profil mężczyzny, napis, orbita i liście laurowe były srebrzone i patynowane. Średnica koła odznaki wynosiła 34 mm, wysokość łącznie z liśćmi laurowymi 39 mm, a szerokość z napisem 44 mm. Na rewersie znajdowała się zakrętka służąca do przypinania do ubioru.